# کله‌ماری
کله‌ماری (نام علمی: Scytalina cerdale) نام یک گونه از راسته سوف‌ماهی‌سانان است.